# Danske Livregiment
Danske Livregiment, blev oprettet 7. december 1763 af Kong Frederik 5. og nedlagt 31. december 2000 ved sammenlægning med Sjællandske Livregiment og Gardehusarregimentet til det nye gardehusaregiment. 

Kongen bestemte, at regimentet 
| Citat | stedse skal være det første i infanteriet | Citat |
|       |                                           |       |

. Regimentet hed derfor også første regiment.

## Oprettelse
Ved oprettelsen bestod officerskorpset af 27 officerer fra Den Kongelige Livgarde til Fods og af 9 officerer fra det nedlagte Grenaderkorps. Det var oprindeligt tænkt, at regimentet skulle være en ren national enhed med udskrevet mandskab; imidlertid blev det for at nå den normerede størrelse på 2 bataljoner á 6 kompagnier snart nødvendigt at hverve mandskab fra de tyske stater. 
I 1819 blev regimentet omdøbt til 1. Livregiment til Fods og i 1842 blev regimentet reduceret til en bataljon: 1. Linje Infanteri Bataillon med Olaf Rye som chef. 
Bataljonen blev udvidet til regimentsstørrelse under krigen i 1864. Efter krigen i 1865 blev regimentet endnu engang reduceret til 1. Infanteri Bataillon på 4 kompagnier og 1. oktober 1867 blev det omdøbt til 1. Bataillon som linjebataljon under 1. Halvbrigade af 1. Sjællandske Brigade. I 1880 blev det en linjebataljon under 1. Regiment.
Enheden var i mellem de slesvigske krige garnisoneret i Rendsborg og senere i Helsingør. I 1868 blev enheden indkvarteret på Kastellet, hvor det skulle opholde sig de næste 84 år.
Bataljonen gjorde efter befrielsen tjeneste i Sønderjylland, ved Den Danske Brigade i Tyskland og på Bornholm. 
1. november 1951 udvidedes bataljonen atter engang til et regiment – 1. Regiment/ Danske Livregiment med 3 bataljoner samt med 15., 18., 21. og 24. Bataillon som lokalforsvarsbataljoner. Efter 84 år på kastellet flyttede regimentet i 1952 til Høvelte, hvor det i de følgende år udvikledes til et moderne panserinfanteriregiment. I 1961 fik det sit gamle navn, Danske Livregiment tilbage og i 1976 indlemmes Falsterske Fodregiment i Danske Livregiment med garnison i Vordingborg. I 1983 ophæves opstillingspligten for enheder af Falsterske Fodregiment.
Fra 1994 til nedlæggelsen i 2000 havde regimentet til opgave at yde administrativ og logistisk støtte til danske enheder og enkeltpersoner udsendt i fredsstøttende operationer. Denne opgave hører også i dag (2011) til på Vordingborg Kaserne underlagt DANILOG.
Livkompagniet/ 1. Panserinfanteribataljon/ Danske Livregiment returnerede fra indsættelsen i Kosovo den 29. januar 2001. Efter hjemkomstparaden i Vordingborg opløstes kompagniet. Hermed var Danske Livregiment, "Det Første i Infanteriet" afviklet.

## Krigsdeltagelse
Danske Livregiments første krigsindsats var i krigen mod englænderne, hvor det dels kæmpede i slaget på Rheden og dels deltog i forsvaret af København i 1807. 
Herefter fulgte deltagelse i de Slesvigske krige, først i Treårskrigen, hvor bataljonen deltog i slagene ved Bov og Slesvig i 1848, Slaget ved Fredericia i 1849 og i 1850 i Slaget ved Isted. Under krigen i 1864 udmærkede regimentet sig i særlig grad under arrieregardekampen ved Sankelmark den 6. februar 1864. Sangen "Tak for din Daad!" er tilegnet regimentet for dets indsats ved denne lejlighed. 
Bataljonen gjorde tjeneste i sikringsstyrken under 1. verdenskrig.
Enheder fra Danske Livregiment har siden 1992 deltaget i samtlige FN- og NATO-operationer på Balkan. 
Regimentets enheder deltog som de første i UNPROFOR, IFOR, SFOR og KFOR.

## Fanebeskrivelse
Fanen bærer i korsmidten Dronning Margrethe 2.'s kronede navnetræk. I øverste stangfelt bærer den Danske Livregiments mærke og i nederste stangfelt 
navnet "DANSKE LIVREGIMENT". 2 fanebånd med indskriften "Bov 1848, Slesvig 1848, Fredericia 1849, Isted 1850" og "Sankelmark 1864".

## Afdelingsvåben
Regimentets afdelingsmærkes blasonering er: 
| Citat | I skjold delt af guld og rødt en gennembrudt fæstningspentagon, hvori Frederik V's spejlvendte navnetræk, begge i omvendte farver. Over navnetrækket den reglementerede krone | Citat |
|       | |       |

. 
Korngul og rød udgør tilsammen de oldenborgske farver.

## Valgsprog
FREMAD PÅ NY
Fra sangen "Tak for din Daad" med tekst af P. Hansen og musik af Kantor Niels Peter Hillebrandt. Denne tilgik regimentet i marts 1864 til erindring om det daværende 1. Regiments indsats i kampen ved Sankelmark 6 februar 1864.

## Mindedage
- 6. februar 1864, Kampen ved Sankelmark.
- 2. april 1801, Slaget på Reden.
- 9. april 1848, Kampen ved Bov.
- 23. april 1848, Slaget ved Slesvig.
- 3. juli 1864, Kampen ved Lundby.
- 6. juli 1849, Udfaldet fra Fredericia.
- 25. juli 1850, Slaget ved Isted.
- 7. december 1763, Regimentets fødselsdag.